# Esperanza Spalding
Esperanza Emily Spalding (Portland, 18 de octubre de 1984) es una cantante, contrabajista y bajista estadounidense de jazz. 
En el 2011, ganó el Premio Grammy a la Artista Revelación, y fue la primera artista de jazz que recibió dicho reconocimiento.

## Biografía

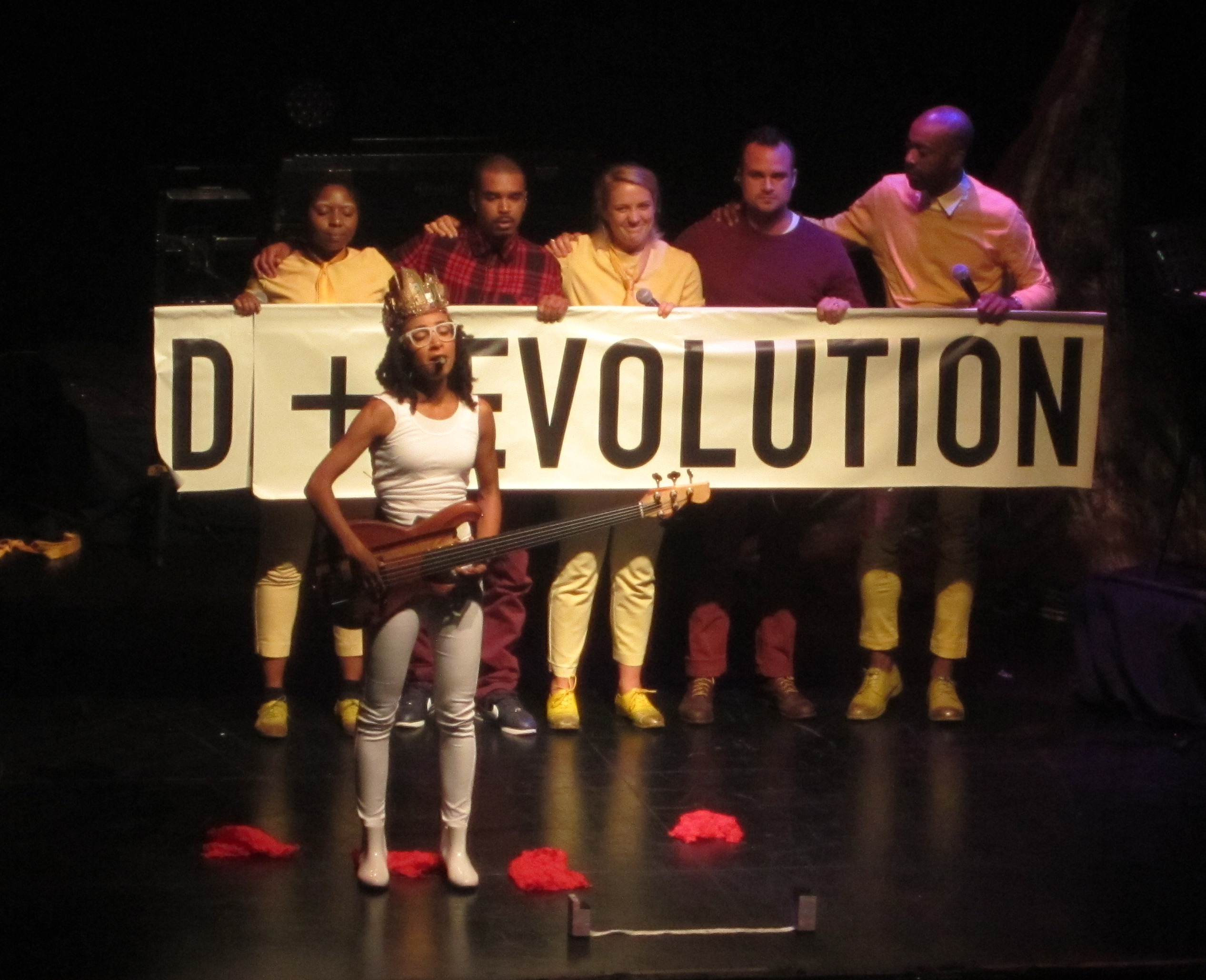
Concierto en Santiago de Chile el 16 de septiembre del 2016, en donde presentó su álbum D+Evolution.

### Primeros años y formación
Nacida en Portland, Oregon, Spalding comenzó a tocar música profesionalmente en su infancia, actuando como violinista en la Sociedad de Música de Cámara de Oregon a los cinco años. Más tarde fue autodidacta y se entrenó en varios instrumentos, incluida la guitarra y el bajo. Su talento le valió becas académicas para la Universidad Estatal de Portland y el Berklee College of Music, a los cuales asistió estudiando música.  
Spalding lanzó su primer álbum, Junjo, en 2006, a través del sello español Avya Musica, después de lo cual firmó con el sello independiente estadounidense Heads Up, que lanzó su álbum homónimo en 2007. Su tercer álbum de estudio, Chamber Music Society (2010), fue un éxito comercial, ubicándose en el número 34 en el Billboard 200, y derivó en que Spalding ganara su primer premio Grammy como Mejor Artista Nuevo; Spalding fue el primer artista de jazz en ganar en esta categoría. Recibió más aclamaciones por su cuarto lanzamiento, Radio Music Society (2012), que ganó el Grammy al Mejor Álbum Vocal de Jazz, así como la pista "City of Roses" ganadora de Mejor Arreglo, Instrumento y Voz.        
Después de pasar los siguientes años actuando como intérprete de una banda de apoyo, Spalding lanzó su quinto álbum de estudio, un álbum conceptual inspirado en el funk rock titulado Emily's D + Evolution, coproducido por Tony Visconti, en Concord Records. Al año siguiente, lanzó el álbum Exposure, que se limitó a 7.777 copias. Su siguiente sexto disco de estudio, 12 Little Spells, fue lanzado en 2019 y alcanzó el número uno en los mejores álbumes de jazz de Billboard. El álbum también sirvió a Spalding para ser nominada a dos premios Grammy, ganando en la categoría de Mejor Álbum Vocal de Jazz.        
Además de escribir e interpretar música, Spalding también ha trabajado como instructora, primero en Berklee College of Music, a partir de los 20 años. En 2017, Spalding fue nombrada profesora de Práctica de la Música en la Universidad de Harvard. En 2018, Spalding recibió un doctorado honorario en música de su alma mater, Berklee College of Music, y se desempeñó como oradora de graduación en la ceremonia. 

## Discografía

### Como líder
- 2006: Junjo
- 2008: Esperanza
- 2010: Chamber Music Society
- 2012: Radio Music Society
- 2016: Emily's D+Evolution
- 2017: "Exposure"
- 2018: 12 little spells
- 2021: Songwrights Apothecary Lab

### ConNoise for Pretend
- 2001: Blanket Music/Noise For Pretend
- 2002: Happy You Near

### ConStanley Clarke
- 2007: The Toys of Men

### ConNando Michelin Trio
- Duende

### ConM. Ward
- 2003: Transfiguration of Vincent

### ConMilton Nascimento
- 2024: Milton + esperanza